# Pier Luigi Nervi

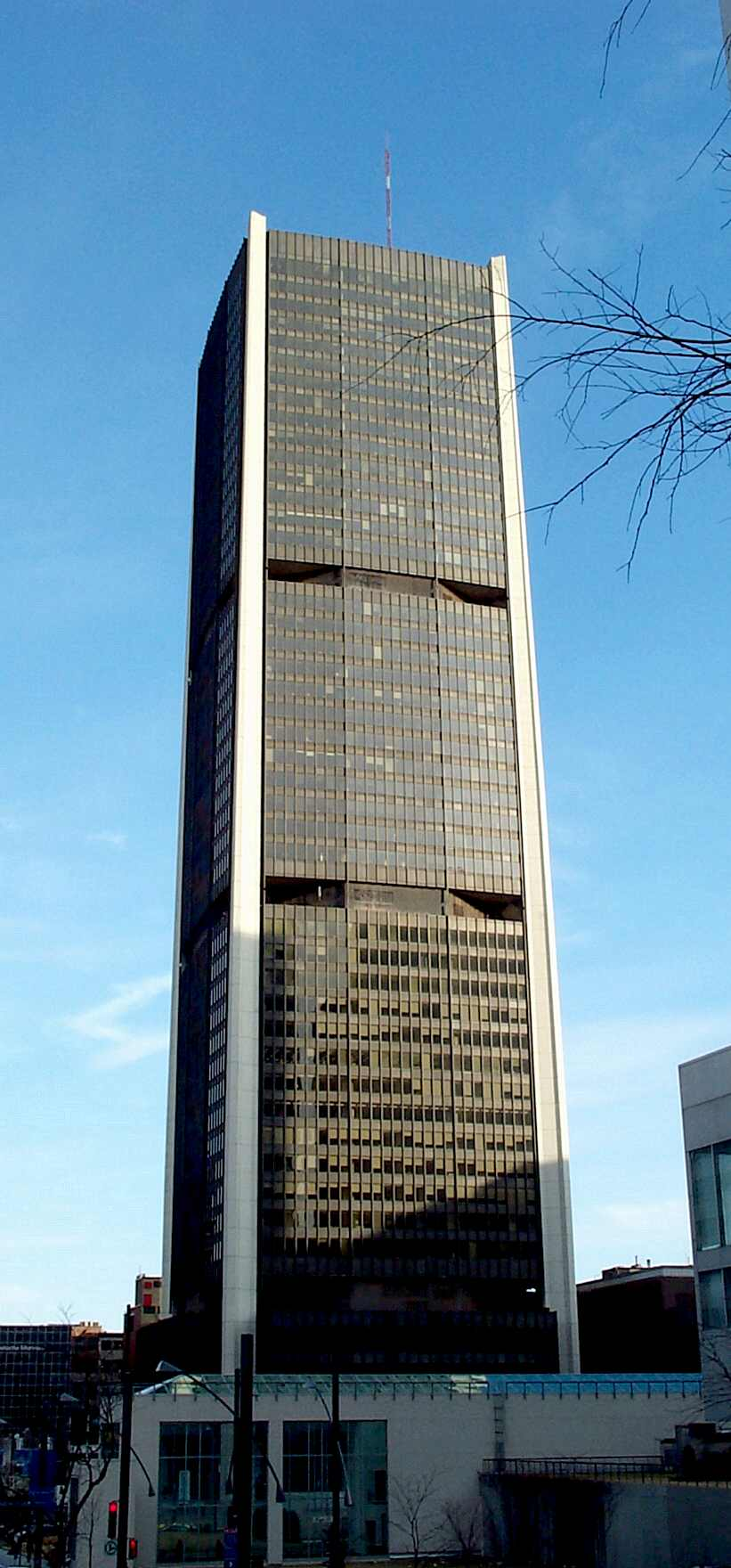
Bolsa de Montreal.

Pier Luigi Nervi (21 de junio de 1891 - 9 de enero de 1979) fue un ingeniero Italiano. Estudió en la Escuela de Ingeniería civil de la Universidad de Bolonia y se graduó en 1913. Nervi enseñó como profesor de ingeniería en la Universidad de Roma entre 1946 y 1961. Es conocido por su brillantez como ingeniero estructural y su novedoso uso del hormigón armado. Es uno de los máximos exponentes del movimiento de arquitectura racionalista de los años veinte y treinta del siglo XX.

## Biografía
Pier Luigi Nervi nació en Sondrio y acudió a la Escuela de Ingeniería civil de Bolonia, donde se graduó en 1913.  Después de su graduación, Nervi se unió a la Sociedad para la Construcción en Hormigón. Nervi pasó varios años en el ejército italiano durante la Primera Guerra Mundial durante los años 1915-1918, cuando sirvió en el Cuerpo de Ingenieros. Su educación formal era bastante parecida a la que actualmente tendría un estudiante de ingeniería civil en Italia.

## Obras de ingeniería civil
Nervi comenzó la práctica profesional de la ingeniería civil después de 1923, y construyó varios hangares entre sus contratos. Durante los años 1940 desarrolló ideas para un hormigón armado que ayudó a la reconstrucción de muchos edificios y fábricas por toda Europa Occidental, e incluso diseñó el casco de un barco con hormigón reforzado como una promoción para el gobierno italiano.
Perteneció a una generación de ingenieros que desarrollaron una nueva estética constructiva, heredera de las decimonónicas torre Eiffel de París y The Crystal Palace de Londres y basada en las estructuras metálicas y en el hormigón armado.
A él se deben el método de cálculo llamado de sensibilidad estática y la extensión del uso del cemento reforzado con armaduras de acero, sistema económico de prefabricación y utilización prácticamente universal que se conoce como hormigón armado.
Nervi también enfatizó que la intuición debe usarse tanto como las matemáticas en el diseño, especialmente con estructuras o armazones finos. Tomó prestados elementos tanto de la arquitectura romana como de la renacentista para crear estructuras agradables estéticamente, pero aplicó aspectos estructurales tales como la forma de nervios y bóvedas a menudo basados en formas naturales. Hacía esto para mejorar la resistencia estructural y eliminar la necesidad de columnas. Tuvo éxito a la hora de hacer que la ingeniería se convirtiera en un arte usando una geometría simple y usando prefabricación sofisticada para encontrar soluciones de diseño directas en sus edificios.

## Ingeniero y arquitecto
Pier Luigi Nervi fue educado y ejerció como un ingeniero de "edificios" (ingeniere edile)- en Italia, en aquella época (y en menor grado también hoy), un ingeniero de edificios puede también ser considerado un arquitecto. Después de 1932, sus diseños agradables estéticamente se usaron para grandes proyectos. Esto se debía al creciente número de proyectos de construcción en aquella época que usaban hormigón y acero en Europa y el aspecto arquitectónico había cedido ante el potencial de la ingeniería. Nervi logró con éxito hacer del hormigón armado el principal material de construcción de la época.

## Proyectos internacionales
La mayor parte de sus estructuras construidas se encuentran en su nativa Italia, pero también trabajó en el extranjero.  Su primer proyecto en los Estados Unidos fue la estación de autobús del Puente George Washington. Diseñó el tejado, formado por piezas triangulares que fueron hormigonadas en su emplazamiento definitivo. Este edificio aún se usa hoy en día por más de 700 autobuses y sus pasajeros.

## Obras
Una de sus obras más conocidas y probablemente la más influyente es el Palazzetto dello Sport de Roma (1957), un edificio circular rodeado por soportes inclinados en forma de Y, y coronado por una cúpula festoneada de hormigón armado, que se ha convertido en una de las principales obras de la arquitectura deportiva del siglo XX.
Otras obras destacadas suyas son: 
- Stadio Artemio Franchi en Florencia (1931).
- Edificio de Exposición, en Turín, Italia, (1949).
- Sede de la Unesco en París (1950) (en colaboración con Marcel Breuer y otros).
- Torre Pirelli de Milán (1950) (en colaboración con Gio Ponti, Alberto Rosselli, Antonio Fornaroli, Giuseppe Valtolina, Egidio Dell'Orto y Arturo Danusso).
- Palazzetto dello Sport, (1957) (Video).
- Estadio Olímpico en Roma (1960).
- Palazzo del Lavoro, en Turín (1961).
- Molino papelero en Mantua, Italia, (1962).
- Estación de Autobús del Puente George Washington en Nueva York (1963).
- Tour de la Bourse en Montreal (1964).
- Palazzo dello sport en el EUR, Roma (1956). En colaboración con Marcello Piacentini, el edificio se denominó posteriormente PalaEUR y tras su reforma, PalaLottomatica.
- Casa de campo en Dartmouth College.

- Catedral de Santa María de la Asunción de San Francisco (San Francisco, California, 1967), en colaboración con Pietro Belluschi.
- Aula Pablo VI, sala de audiencias de la Ciudad del Vaticano, construida por expreso deseo de Pablo VI (1971). Se la conoce popularmente como Sala Nervi.

- Good Hope Centre en Ciudad del Cabo (1976) por Studio Nervi.
- Norfolk Scope en Norfolk (Virginia) (1973).

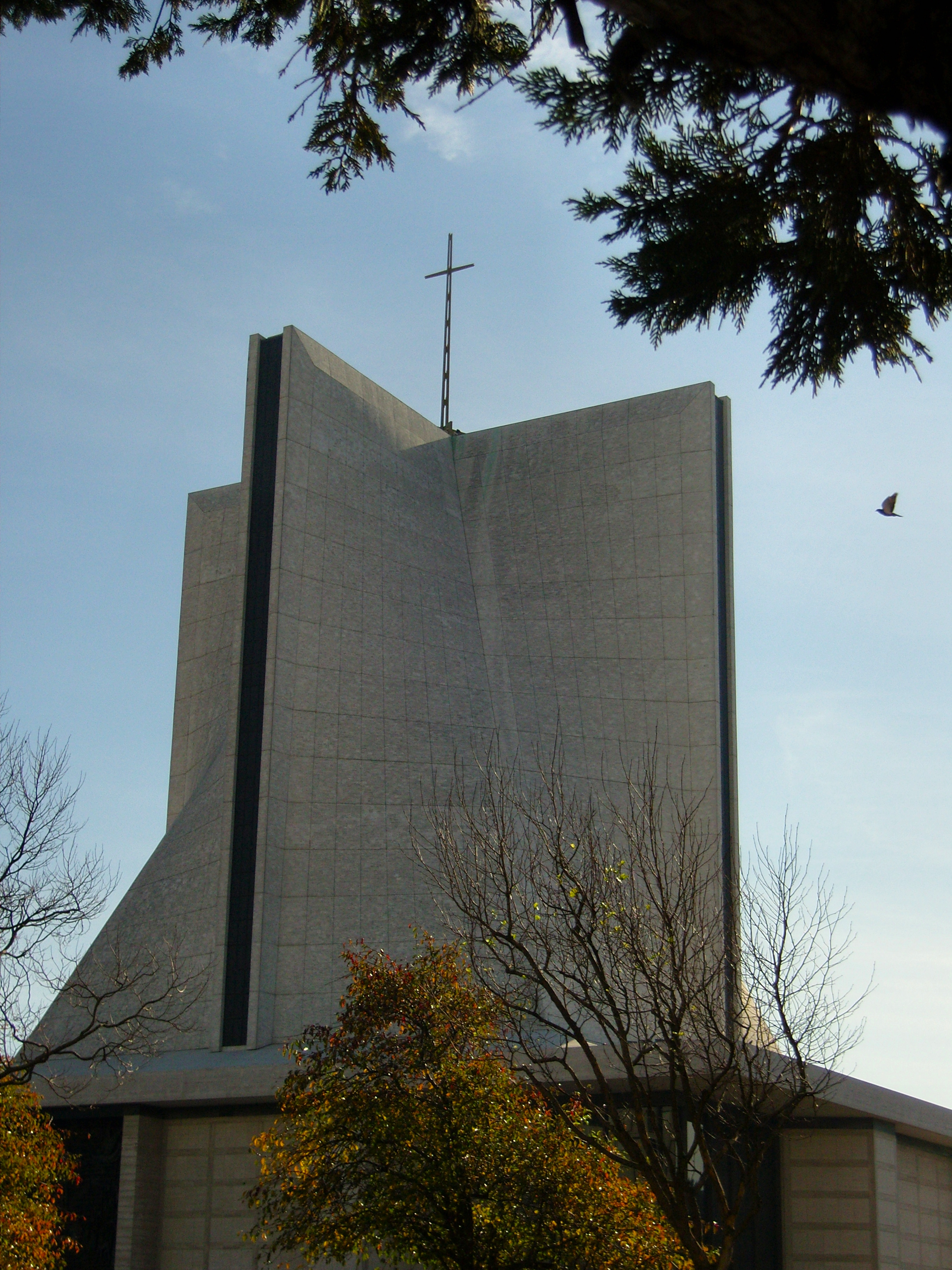
Catedral de Santa María de la Asunción.

## Premios
Pier Luigi Nervi ha obtenido medallas de oro de la AIA y la RIBA.